# Ergon
Ergon is een uitvoerder van de Wet Sociale Werkvoorziening en bestaat ruim veertig jaar. Het werkgebied beslaat de gemeenten Eindhoven, Geldrop-Mierlo, Heeze-Leende, Valkenswaard, Veldhoven en Waalre. Men probeert bij mensen met een grote afstand tot de arbeidsmarkt middels een baan (bij de sociale werkplaats of daarbuiten) die afstand te verkleinen. Daarnaast laat men mensen met een kleinere afstand tot de arbeidsmarkt re-integreren door middel van een driemaandelijke arbeidsstage. In 2022 bood Ergon werk aan 2300 personen. In vergelijking met enige jaren terug is er een belangrijke verschuiving te zien van het aanbieden van industriële naar dienstverlenende activiteiten. Oorzaak hiervan is de zware concurrentie met lagelonenlanden, waardoor veel industrieel werk zelfs met veel rijkssubsidie financieel niet meer interessant is. Daarnaast ondervindt men concurrentie van gevangenissen.

## Aangeboden arbeidsmogelijkheden
De gebieden waarin men werkzaam is, zijn:
- Assemblage en montage
- Groen en reiniging
- Kwekerij
- Logistieke diensten
- Textieldiensten (wasserij)
- Verspreidingen (postbezorging)

## Aanbod van werkplekken
De cliënten hebben zeer uiteenlopende handicaps, zowel lichamelijk als geestelijk; bij toewijzing van werkplekken is dus zorgvuldig maatwerk vereist. Of iemand voor een SW-indicatie in aanmerking komt, wordt bepaald door het UWV. Men kan op verschillende manieren arbeid verrichten:
- Beschut binnen (in de sociale werkplaats)
- Beschut buiten (in een klein groepje in bijvoorbeeld de plantsoenendienst)
- Detachering (bij een reguliere werkgever, maar dan als uitzendkracht individueel of in groepsverband; de sociale werkvoorzieningsorganisatie blijft werkgever)
- Begeleid werken (men treedt na kortere of langere tijd in dienst bij een reguliere werkgever, waarna een jobcoach periodiek een vinger aan de pols houdt hoe het met de werknemer gaat)

Bij werkgevers bestaat een duidelijke voorkeur voor detachering. Het risico bij langdurig ziekteverzuim ligt dan niet bij hen en wanneer het economisch wat minder gaat is een detacheringscontract zonder veel rompslomp op te zeggen. De overheid streeft er naar om een veel hoger percentage werknemers in de sociale werkvoorziening in dienst te laten treden bij reguliere werkgevers.